# 太本庙 (西乌珠穆沁旗)
太本庙，位于内蒙古自治区锡林郭勒盟西乌珠穆沁旗，是一座藏传佛教格鲁派寺院。

## 简介
太本庙是西乌珠穆沁旗境内历史上的知名寺庙之一。如今，太本庙仍为其原所在地的地名。2009年，内蒙古自治区2009年第一批地质矿产勘查项目中，便包括内蒙古西乌珠穆沁旗太本庙等四幅1:5万区域矿产地质调查。